# Amico mio
Amico mio è una serie televisiva italiana del 1993, ambientata in un ospedale e con protagonista Massimo Dapporto nel ruolo di Paolo Magri e Katharina Böhm/Désirée Nosbusch nel ruolo di Angela Mancinelli. La regia è di Paolo Poeti. Altri interpreti sono Maria Amelia Monti, Paolo Maria Scalondro, Pierfrancesco Favino, Claudia Pandolfi, Antonella Fattori, Billie Zöeckler, Riccardo Garrone. La serie ha avuto due stagioni: la prima stagione andò in onda dal 7 dicembre 1993 al 25 gennaio 1994 su Rai 2 e la seconda stagione andò in onda dal 9 aprile al 7 maggio 1998 su Canale 5.

## Trama
La serie è incentrata sulle vicende del dottor Magri e dei suoi colleghi del reparto di pediatria dell'ospedale San Carlo di Nancy di Roma, sempre convinti che non ci si debba occupare solo della salute dei suoi piccoli pazienti ma anche delle situazioni familiari e sociali che spesso sono all'origine dei malesseri. Inoltre sono impegnati a lottare anche contro le incomprensioni e le lentezze della burocrazia.
Nello svolgimento della serie, alle storie dei piccoli malati si intrecciano quelle personali di Paolo Magri, innamoratosi di Angela, e quelle di Spillo (Adriano Pantaleo), un bambino orfano.

### Prima stagione: Amico mio
Paolo, medico dal carattere burbero, attento e competente, separato dalla moglie Clara e con una bambina (Serena), spera di ottenere il posto di aiuto primario, ma scopre di essere stato superato da Angela Mancinelli, una giovane dottoressa con un curriculum migliore ma senza esperienza diretta di lavoro in reparto, che quindi lui ritiene essere stata raccomandata.
Le distanze caratteriali e di approccio al lavoro non impediscono la nascita di un grande amore tra i due, ma Paolo è riluttante a legarsi e dopo una notte d'amore rifiuta un rapporto più stretto. Quando finalmente si decide a inseguirla in Germania, ad Heidelberg, scopre che Angela ora aspetta un figlio dall'anziano compagno Filippo, che non riesce a lasciare nonostante il rapporto sia privo da tempo di emozioni e sostanzialmente basato su interessi economici.
Angela torna a Roma e decide di sposare Filippo per il bene del bambino, nonostante sia innamorata di Paolo, ma la gravidanza si interrompe per un aborto spontaneo, ed è proprio Paolo a salvarla in sala operatoria. I due però sembrano destinati a restare divisi: Angela non lascia Filippo e Paolo accetta un incarico di lavoro al pediatrico di Genova.
È un'emergenza a riunirli: Spillo viene rimandato in orfanotrofio. Poco dopo fugge con un compagno, ma si ferisce profondamente. Angela avvertita dall'istituto implora Paolo di tornare e i due insieme trovano Spillo, ormai febbricitante, e lo portano in ospedale.
Sarà grazie a lui che Paolo e Angela si riavvicineranno, e lei finalmente, rincorrendo Paolo alla Stazione Termini, riuscirà a dichiarargli il suo amore. I due decideranno quindi di formare una famiglia con Spillo, adottandolo.

### Seconda stagione: Amico mio - La nuova serie
La vita di Paolo, Angela e Spillo viene sconvolta dal ritorno del padre naturale del bambino. Problemi e tensioni si accumulano e il rapporto fra Paolo e Angela entra in crisi. Nella serie si intreccia la storia della piccola ponziana Lavinia che necessita di un trapianto renale, e che per il lungo ricovero è diventata la beniamina del reparto; inoltre l'amore tra Beppe (Pierfrancesco Favino) e Susanna sfocerà in matrimonio.

## Episodi

### Prima stagione: Amico mio
| Episodio | Titolo              | Prima Visione TV | Telespettatori | Share  |
| -------- | ------------------- | ---------------- | -------------- | ------ |
| 1        | Per troppo amore    | 7 dicembre 1993  |                |        |
| 2        | Fratelli            | 14 dicembre 1993 | 6 825 000      | 23,24% |
| 3        | Sotto shock         | 21 dicembre 1993 |                |        |
| 4        | Non te ne andare    | 28 dicembre 1993 |                |        |
| 5        | Il piccolo Cesare   | 4 gennaio 1994   |                |        |
| 6        | Una profonda ferita | 11 gennaio 1994  | 8 415 000      | 28,22% |
| 7        | Lieto evento        | 18 gennaio 1994  |                |        |
| 8        | Ritrovarsi          | 25 gennaio 1994  |                |        |

### Seconda stagione: Amico mio - La nuova serie
| Episodio | Titolo              | Prima Visione TV | Telespettatori | Share |
| -------- | ------------------- | ---------------- | -------------- | ----- |
| 1        | Vivrà ancora        | 9 aprile 1998    | 5 974 000      |       |
| 2        | Casa... casa        | 16 aprile 1998   | 5 817 000      |       |
| 3        | Atto d'amore        | 23 aprile 1998   | 6 466 000      |       |
| 4        | Ricordi del passato | 28 aprile 1998   | 6 573 000      |       |
| 5        | Segreti             | 30 aprile 1998   |                |       |
| 6        | Il sogno di Lavinia | 7 maggio 1998    | 7 302 000      |       |

## Produzione
Le vicende narrate nella serie sono tratte dal libro I demonangeli, scritto dal primario dell'Ospedale Bambino Gesù Vincenzo Martinelli; a causa di una vertenza legale per plagio fra l'autore del libro e la produzione, venne dapprima ritardata di un mese la messa in onda della prima stagione, poi vennero bloccate le riprese della seconda, il cui avvio era previsto per il 26 giugno 1995. Non avendo la Rai esercitato il diritto di opzione con la produzione, i diritti della serie vennero acquistati nel 1996 dalla Mediaset che nel giugno 1997 diede inizio alle riprese della seconda stagione: quest'ultimo ciclo vide il recasting di alcuni dei personaggi principali, in particolare Katharina Böhm sostituita da Désirée Nosbusch nel ruolo di Angela, e Karin Proia che interpreta Susanna in sostituzione di Claudia Pandolfi, allora legata da un contratto con Cecchi Gori.
Il 7 ottobre 2020 è stato messo in commercio in Italia il cofanetto in DVD della serie, comprensivo di entrambe le stagioni, presa dai master italiani, che presentano una qualità inferiore rispetto a quelli tedeschi usciti, con il solo audio tedesco, in Germania, il 1º marzo 2013, con alcune scene con elevata luminosità. Gli extra del dvd includono "Amico Mio Special", uno speciale andato in onda su Rai 2 prima della messa in onda della serie nel 1993, e una galleria fotografica di entrambe le stagioni.
Su RaiPlay è disponibile la stagione trasmessa dalla TV pubblica.